# Patrizia Bisi
Patrizia Bisi (Roma, ...) è una scrittrice italiana.

## Biografia
Nata a Roma, ha esordito nel 1992 con il romanzo Il viandante scritto sotto pseudonimo presso una piccola casa editrice da lei fondata (edizioni dellautore senza apostrofo). 
Ricercatrice di matematica, dopo avere lavorato per due anni al Massachusetts Institute of Technology, vince con il secondo romanzo, Daimon, il Premio Rapallo nel 2005.
Attiva in ambito umanitario, in particolare con il progetto Children Village per il Nepal, il suo ultimo romanzo è Scomode dimore del 2014.

## Opere
- Il viandante, Roma-Viterbo, Edizioni dellautore, 1992 (scritto con il nome di Artemisia Boccadoro)
- Daimon, Torino, Einaudi, 2005 ISBN 88-06-17123-2
- Scomode dimore, Milano, VandA ePublishing, 2014 ISBN 978-1497446823